# Cosmia distincta
Cosmia distincta är en fjärilsart som beskrevs av Butler 1878. Cosmia distincta ingår i släktet Cosmia och familjen nattflyn. Inga underarter finns listade i Catalogue of Life.